# Mikhael I Rangabe
Mikhael I Rhangabe (tiếng Hy Lạp: Μιχαῆλ A' Ῥαγγαβέ, Mikhaēl I Rhangabe; khoảng 770 – 11 tháng 1, 844) là Hoàng đế Đông La Mã từ năm 811 đến năm 813. Mikhael là con trai của nhà quý tộc (patrikios) Theophylact Rhangabe, đô đốc hạm đội Aegea. Ông kết hôn với Prokopia, con gái của Hoàng đế tương lai Nikephoros I và được nhận chức tước cấp cao trong triều là kouropalatēs sau khi cha vợ lên ngôi vào năm 802.

## Tiểu sử
Mikhael đã may mắn sống sót trong chiến dịch thảm khốc của Nikephoros nhằm thảo phạt Krum xứ Bulgaria, vốn được coi là một ứng cử viên thích hợp hơn cho ngôi vị so với người anh vợ bị trọng thương Staurakios. Khi Prokopia gặp thất bại trong việc thuyết phục anh trai mình chỉ định Mikhael là người kế nhiệm, một nhóm các quan chức cấp cao gồm magistros Theoktistos, domeskos Stephen và Thượng phụ Nikephoros đã buộc Staurakios phải thoái vị vào ngày 2 tháng 10 năm 811.
Mikhael I khi mới lên ngôi đã cố gắng thực hiện một chính sách hòa giải, từ bỏ việc sách nhiễu thuế má do Nikephoros I chủ xướng. Trong khi giảm bớt thu nhập của đế quốc, hoàng đế lại hào phóng phân phát tiền bạc cho quân đội, triều thần và Giáo hội, hòng mua chuộc lòng người gia tăng vây cánh. Được bầu lên ngôi với sự ủng hộ của phe Chính thống giáo bên trong Giáo hội, Mikhael chỉ chăm chăm khủng bố phe bài trừ thánh tượng và ép buộc Thượng phụ Nikephoros phải lùi bước trong tranh chấp với Theodore xứ Stoudios, trưởng tu viện đầy quyền thế của tu viện Stoudios. Lòng mộ đạo của Mikhael khiến ông có được sự đánh giá đầy tích cực trong tác phẩm của nhà viết sử biên niên Theophanes Confessor.
Năm 812, Mikhael I cho mở lại các cuộc đàm phán với người Frank và chịu công nhận Charlemagne là basileus (hoàng đế). Để đổi lấy sự công nhận này, người Frank đã trả lại Venezia về cho Đế quốc Đông La Mã. Tuy nhiên, dưới ảnh hưởng của Theodore, Mikhael đã bác bỏ những điều khoản hòa bình do Krum đưa ra và còn kích động người Bulgaria đánh chiếm Mesembria (nay là Nesebar). Sau những thành công ban đầu vào mùa xuân năm 813, quân đội của Mikhael chuẩn bị cho một trận thư hùng ở Versinikia gần Adrianopolis vào tháng 6 cùng năm. Quân đội Đông La Mã bỗng nhiên quay đầu tháo chạy tán loạn và địa vị của Hoàng đế trong phút chốc bị suy yếu nghiêm trọng. Nhận thấy có bầu không khí mưu phản xung quanh, Mikhael đã giải quyết ổn thỏa mọi chuyện khi tự mình thoái vị trước sự ủng hộ của viên tướng Leon xứ Armenia và trở thành một tu sĩ (dưới cái tên Athanasios). Về phần các con của Mikhael đều bị thiến và tống vào tu viện mà một trong số đó là Niketas (đổi tên là Ignatios), người sau cùng trở thành Thượng phụ Constantinopolis. Mikhael chết một cách yên bình vào ngày 11 tháng 1 năm 844.

## Gia đình
Mikhael I có với hoàng hậu Prokopia năm đứa con:
- Gorgo (f)
- Theophylact, đồng hoàng đế từ năm 812 đến năm 813.
- Niketas, về sau là Ignatios thành Constantinopolis.
- Staurakios (m)
- Theophano (f)